# Podwarężyn
Podwarężyn – część wsi Warężyn w Polsce, położona w województwie śląskim, w powiecie będzińskim, w gminie Siewierz. Wchodzi w skład sołectwa Warężyn.
W latach 1975–1998 Podwarężyn administracyjnie należał do województwa katowickiego. 
W okolicy przebiega droga krajowa nr 86 będąca częścią Gierkówki. W okolicy istniała piaskownia "Kuźnica Warężyńska", zamknięta w 2005 roku. W jej miejscu utworzono zbiornik wodny Kuźnica Warężyńska.